# Мирзаани (посёлок)
Мирзаани (груз. მირზაანი) — посёлок городского типа в Грузии. Находится в восточной Грузии, в Дедоплискаройском муниципалитете края Кахетия. Расположено на Иорском плоскогорье, на высоте 760 метров над уровнем моря. Характерен влажный субтропический климат. От города Дедоплис-Цкаро располагается в 15 километрах. По результатам переписи 2014 года в селе проживало 0 человек. Мирзаани относится к Хорнабуджской и Эретской епархии Грузинской православной церкви.